# Geologie des Niedrigen Himalayas

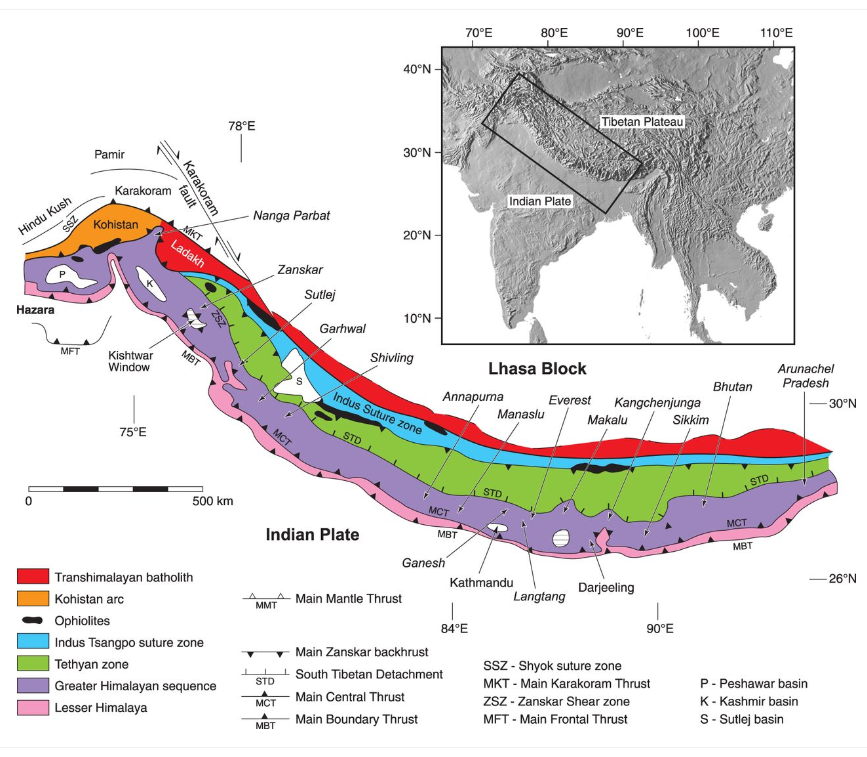
Geologische Karte des Himalayas mit dem Niedrigen Himalaya, rosa markiert

Die Geologie des Niedrigen Himalayas, auch Vorderer Himalaya oder Kleiner Himalaya genannt, (Lesser Himalaya) repräsentiert ein komplex aufgebautes Faltengebirge mit Höhen von bis zu ca. 6200 Metern (m). Es stellt einen Norden abfallenden metamorph überprägten bis zu ca. 20 km mächtigen Akkretionskeil im Vorland des Hohen Himalayas dar. Dieser setzt sich überwiegend aus sedimentären und magmatischen Gesteinseinheiten, die lithostratigraphisch vom mittleren Paläoproterozoikum bis zum Mesozoikum datieren, zusammen. Diese wurden ursprünglich auf der kontinentalen Kruste des damaligen indischen Kontinentalblocks abgelagert und bilden eine autochthone Zone. Zwischen dem Eozän und dem Oligozän wurden Klippen aus dem Hohen Himalaya in die allochthone Zone verschoben. Deren Gesteinsalter liegt zwischen dem Neoproterozoikum und dem unteren Paläozoikum. Die gesamte Entwicklung kann dem Kontinentzyklus von Columbia bis Gondwana zugeordnet werden. Die Exhumierung und Anhebung der Gesteinspakete erfolgt seit dem mittleren Miozän.

## Lage und Erstreckung
Der Niedrige Himalaya erstreckt sich mit einer Breite bis zu ca. 80 Kilometer (km) und einer Länge von ca. 2500 km von Nordwesten nach Südosten, beginnend in der pakistanischen Provinz Khyber Pakhtunkhwa, weiter durch die indischen Unionsterritorien Jammu und Kashmir, die indischen Bundesstaaten Himachal Pradesh und Uttarakhand, dann durch Nepal, dem indischen Bundesstaat Sikkim sowie Bhutan und dem indischen Bundesstaat Arunachal Pradesh im Osten bis zum Namjagbarwa (Namche Barwa) im Regierungsbezirk Nyingchi des Autonomen Gebiets Tibet nahe der Yarlung Tsangpo-Schluchten.

## Tektonischer Rahmen
Die tektonische Entwicklung des Niedrigen Himalayas ist verbunden mit derjenigen des gesamten Himalayas. Sie geht auf die serielle Öffnung und anschließende Subduktion der paläozoischen Palaeotethys und des folgenden mesozoischen Tethys (Neotethys) unter den Großkontinent Laurasia sowie die nordöstliche Kontinentaldrift und die Kollision des indischen Kontinentalblocks im Paläozän ab 57 mya mit Laurasia zurück. Der damalige indische Kontinentalblock war vor der Kollision mit Laurasia wesentlich größer als der heutige indische Subkontinent (siehe → Tektonische Entwicklung des indischen Subkontinents).
Der gesamte Himalaya ist gegliedert in den Tethys-Himalaya, Hohen Himalaya, Niedrigen Himalaya und die Siwaliks. Die nördliche tektonische Begrenzung bildet die Indus-Yarlung Tsangpo-Suturzone., an der auch der Transhimalaya anschließt. Die jeweiligen Himalaya-Zonen spiegeln ihre anders verlaufenden geologische Entwicklungsgeschichte wider.

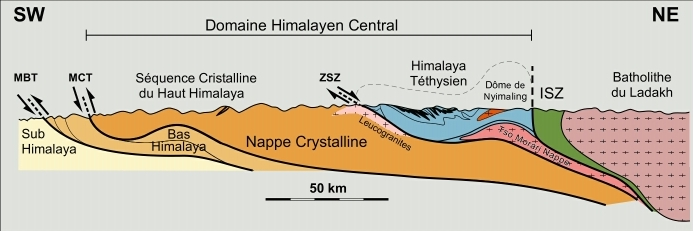
Vereinfachter Querschnitt durch den Himalaya mit dem Niedrigen Himalaya (Bas Himalaya), ockerfarbig markiert

Der Niedrige Himalaya stellt einen Norden abfallenden niedrig metamorph überprägten Akkretionskeil im Vorland des Hohen Himalayas dar mit einer mächtigen bis zu ca. 20 km. Der Akkretionskeil wird nördlich und südlich jeweils durch eine tektonische Verwerfung von den benachbarten himalayaischen Zonen abgegrenzt. Im Norden schließt der Main Central Thrust (MCT) an den Hohen Himalaya an, und im Süden bildet der Main Boundary Thrust die tektonische Grenze zu den Siwaliks. An Letzterer schließt sich die große Indus-Ganges-Brahmaputra-Ebene an.
Der MCT bildet eine nach Süden ansteigende duktile Überschiebungszone (thrust fault), die zwischen 22 und 5 mya intermittierend aktiv war. An dieser Verwerfung wurden die Gesteine des Hohen Himalayas über die Gesteine des Niedrigen Himalayas geschoben. Der MBT ist durch eine aktive Verwerfungszone in Form einer linearen Senke definiert und weist einen markanten Bruch des Hangenden auf. In der MBT-Zone erfolgte eine Überschiebung der Gesteine des Niedrigen Himalaya über die kolluvialen Ablagerungen des MCT und eine Rückkippung der kolluvialen Ablagerungen.

## Regionale Geologie
Die regionale Geologie des Niedrigen Himalayas weist eine Vielzahl von geologischen und tektonischen Merkmalen auf. Sie können strukturgeologisch in eine autochthone (vor Ort entstandenen) Zone und eine allochthone (außerhalb entstandenen) Zone aufgeteilt werden.

Vermutliche Paläogeographie des hypothetischen Superkontinents Columbia vor etwa 1600 mya
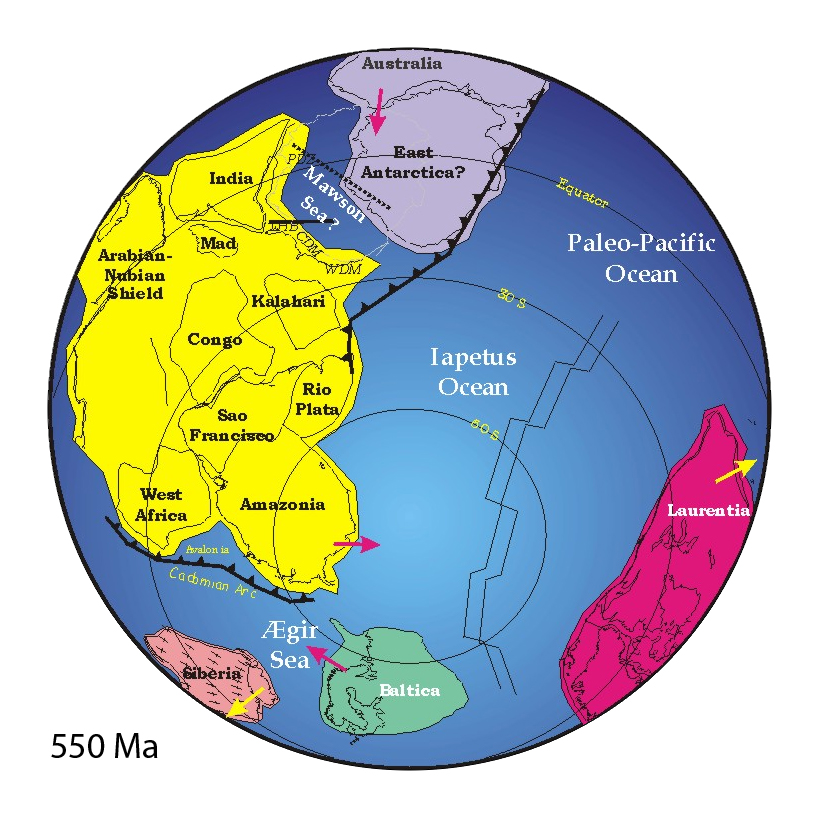
Anordnung der Kontinentalblöcke um 550 mya kurz vor dem Zusammenschluss zum Großkontinent Gondwana, gelb und grau markiert.

Erstere ist charakterisiert durch überwiegend metamorphe Sedimentgesteine unterschiedlicher Zusammensetzung mittleren proterozoischen bis kambrischen Alters zwischen etwa 2000 und 500 mya. Diese Zeitspanne kann den Kontinentzyklen von Columbia bis Gondwana zugeordnet werden.
Die allochthone Zone besteht aus kristallinen Gesteinseinheiten, die ursprünglich Bestandteile des Hohen Himalayas waren und zwischen dem Eozän und dem Oligozän verschoben wurden.

### Autochthone
Die Autochthone bestehen aus unterschiedlichen sedimentären Ablagerungssequenzen, die auf dem Grundgebirge des indischen Kontinentalblocks vor der Kollision mit der laurasischen Platte abgelagert wurden. Die sedimentäre Ablagerungen gliedern sich in lithostratigraphische Gesteinseinheiten, die in Gruppen und Formationen unterteilt werden.

#### Östliche Bereiche
Sedimentäre Sequenzen in östlichen Bereichen des Niedrigen Himalayas sind zwischen indischen Bundesstaat Arunachal Pradesh mit der Bomdila-Gruppe, dem Königreich Bhutan mit der Daling-Shumar-Gruppe und dem indischen Bundesstaat Sikkim mit der Daling-Buxa-Gruppe vertreten.
- In Arunachal Pradesh entstand die Bomdila-Gruppe. Sie ist in mehrere Formationen gegliedert. Die basale Khetabari-Formation enthält überwiegend seserizitisch-quarzitische Phyllite, Quarzite, saure Tuffe, graphitische Phyllite mit Marmorbändern und Kalksilikaten. Sie sedimentierte auf einem seichten Schelf. Die folgende Tenga-Formation setzt sich zusammen aus mafischen Vulkaniten mit Einlagerungen von dunklen Phylliten, Marmoren und verschiedenartigen Quarziten mit dünnen Bändern aus Phylliten. Die Sedimentation erfolgte auch auf einem seichten Schelf. Die Chilliepam-Formation stellt eine mächtige und ausgedehnte Karbonatplattform dar. Sie besteht aus einer dicken Abfolge von Calciumcarbonaten, lokal stromatolithisch, mit zwischengeschalteten dünnem Phylliten und Quarziten. Die Dirang-Formation überlagert diskordant die Chilliepam-Formation. Sie besteht aus granathaltigen pelitischen kristallinen Schiefern, Quarziten, Kalksilikaten und unreinen Marmoren sowie carbonatischen Phylliten. Sie stellt eine gemischte Siliziklastika-Karbonatplattform dar, die ins mittleren Mesoproterozoikum um 1600 mya datiert. Zuoberst liegen die Bhareli-Formation und die Bichom-Formation aus dem unteren Perm bis Mesozoikum. Die Bomdila-Gruppe wurde vom granitischen Bomdila-Gneis und anderen jüngeren Graniten intrudiert. Der früheste Bomdila-Gneis hat ein Alter um 1925 mya und definiert somit auch das Mindestalter der Bomdila-Gruppe. Der metamorphe Grad entspricht der Amphibolit-Fazies. Der lithostratigraphische Charakter der Bomdila-Gruppe ist mit der Daling-Buxa-Gruppe in Sikkim vergleichbar.[5]

- In Bhutan entwickelten sich mehrere sedimentäre Ablagerungssequenzen. Von der ältesten bis zur jüngsten sind dies die paläoproterozoische Daling-Shumar-Gruppe, gefolgt von der neoproterozoisch-kambrischen Baxa-Gruppe. der neoproterozoisch-ordovizischen Jaishidanda-Formation, der permischen, der Diuri-Formation und der permischen Gondwana-Sedimentabfolge.[6]

Die Daling-Shumar-Gruppe besteht aus der Shumar-Formation mit einer 2 bis 6 km mächtigen Quarzitsequenz und einer Orthogneis-Intrusion. Sie wird überlagert von der 3 km mächtigen der Daling-Formation aus Glimmerschiefern, Phylitten und intrusiven Orthogneiskörpern mit Alter von ca. 1900 bis 1800 mya, die auf ein paläoproterozoisches Ablagerungsalter hinweisen. Die Jaishidanda-Formation liegt stratigraphisch über der Daling-Formation und grenzt unterhalb des Main Central Thrust an. Sie besteht aus 0,5 bis 1,7 km mächtigen Granat-Biotit-Glimmerschiefern und Quarziten und weist jüngste detritische Zirkonspitzen auf, die von ca. 1000 und 800 bis ca. 475 mya reichen, was ein neoproterozoisches bis ordovizisches Ablagerungsalter entspricht. Die 2 bis 3 km mächtige Baxa-Gruppe besteht aus Quarziten, Phylliten und Dolomiten. Sie überlagert die Daling-Shumar-Gruppe im Gebirgsvorland und liefert jüngste detritische Zirkonspitzen von ca. 900 bis 520 mya, was auf ein Ablagerungsalter zwischen Neoproterozoikum und Kambrium hindeutet. Der Baxa-Dolomit wird von Quarziten mit detritischen Zirkonen von ca. 525 mya überlagert, was einer frühkambrische Ablagerung entspricht. Die Diuri-Formation liegt oberhalb der Baxa-Gruppe. Sie besteht aus einer 2 bis 3 km mächtigen Diamiktitsequenz mit einer glimmerhaltigen Schiefermatrix. Das Alter wurde mit ca. 800 bis 380 mya angegeben. Der jüngste detritische Zirkon-Peak hat ein Alter von ca. 390 mya, was auf eine Korrelation mit der spätpaläozoischen Vergletscherung von Gondwana hindeutet. Die permische Gondwana-Sedimentabfolge ist die oberste Formation und besteht aus Sandsteinen, Schluffsteinen, undeformierten Schiefern, Tonschiefern und Kohlen. Sie korreliert mit einigen Formationen der weit verbreiteten Gondwana-Supergruppe. Die Gondwana-Abfolge ist auch in Sikkim und in Arunachal Pradesh vertreten. Das Alter wird zwischen ca. 1200 bis 500 mya angegeben.
- In Sikkim stellt die Daling-Buxa-Gruppe[5] eine flachmarine Karbonatplattform an einem passiven Kontinentalrand dar. Sie ist in die basale Daling-Formation und die überliegende Reyang-Formation sowie die Buya-Formation gegliedert. Die erstere besteht an der Basis aus metamorphen geschichteten Quarziten, gefolgt von groben bis feinkörnigen, relativ dünn bis mäßig dick geschichteten Grauwacken, die mit undeformierten Schiefern und Tonschiefern, Peliten, geringfügigen Tuffen sowie mafischen Dykes und Lagergängen durchsetzt sind. Sie stellt eine distale flyschartige Ablagerungssequenz dar. Die Reyang-Formation ist geprägt durch eine dünn geschichtete Einheit aus verschieden farbigen Quarziten mit einigen Lagen aus Tonschiefern und Phylliten sowie Dykes und Lagergängen. In weniger deformierten Bereichen sind wellenförmige bis linsenförmige Schichten vorhanden. Diese beiden Formationen entwickelten sich in einem seichten Meer oberhalb der Sturmwellenbasis. Die strukturell überlagernde Buxa-Formation besteht aus stromatolithischen calciumcarbonatischen Quarzit-Tonschiefern. verschieden farbigen Dolomiten und Kalksteinen, Cherts, dunklen Schiefern und dünn abgelagerten Quarziten. Die Sedimente lagerten sich auf einem Watt bis zum flachen Schelf ab. Die Altersangaben für die Daling-Buxa-Gruppe reichen von ca. 2500 bis 1800 mya. Die Buxa-Formation ist mit der hier vorkommenden Gondwana-Einheit im Rangit-Fenster aufgeschlossen.

#### Zentrale Bereiche
Sedimentäre Ablagerungen in zentralen Bereichen kommen vor allem in Nepal vor. Sie werden lithostratigraphisch in den Nawakot Complex mit der unteren und oberen Nawakot-Gruppe gegliedert. Überlagert werden sie durch die Gondwana-Einheit und die Tertiary-Einheit.
- Die untere Nawakot-Gruppe hat eine Mächtigkeit von ca. 7,5 km. An der Basis liegt die sedimentäre Kuncha-Formation. Diese besteht überwiegend aus quarzhaltigen Glimmerschiefern und chloritischen Phylliten mit Zwischenlagen aus feinkörnigen metamorphierten Sandsteinen und Quarziten sowie amphibolitischen Metabasiten. Die Quarzite bilden mehrere hundert Meter hohe Klippen und steile Bergrücken. Über der Kuchma-Formation bildeten sich weitere Formationen mit sedimentären Bestandteilen aus chloritischen oder serizitischen Phylliten und phyllitischen Siltiten, mit untergeordneten Anteilen an chloritischen Glimmerschiefern sowie Glimmerschiefern mit häufigen Granaten, dicken Lagergängen aus umgewandelten Doleriten sowie Ganggesteinen und Tonschiefern. Das Alter dieser Gruppe wird anhand von detritischen Zirkonen und Daten des intrusiven Ulleri-Gneis[10] zwischen ca. 1900 und 1856 mya angegeben. Dieser ist ein felsischer Augengneis, der die Kuchma-Formation und seitliche Äquivalente im Himalaya durchschlug. Das Kristallisationsalter des Ulleri-Gneis datiert zwischen ca. 1878 und 1780 mya.

- Die obere Nawakot-Gruppe ist strukturiert in die Syangia-Formation und die Lakarpata-Gruppe. Erstere besteht aus verschieden farbigen Tonschiefern und quarztosen Sandsteinen sowie Quarziten. Manche Sedimentstrukturen weisen auf evaporative Schichtungen, Rippeln und Trockenrisse auf, die in Flachwassergebieten entstanden. Im oberen Teil sind dicke, graue rekristallisierte Dolomitsteine vorhanden. Die Lakarpata-Gruppe ist gekennzeichnet durch verschiedenartige Dolomite, mikritische Kalksteine, dünne quarztose Sandsteine und undeformierte Schiefer, Die Gesamtmächtigkeit dieser Gruppe beträgt bis zu ca. 10 km. Die Sedimentationen erfolgten zwischen ca. 1680 bis 1580 mya.

- Die Gondwana-Einheit kommt in Bhutan, Sikkim und Arunachal Pradesh vor. Diese Einheit besteht i. W. aus einem ca. 200 m dünnen und seitlich variablen Intervall von quarzhaltigen Sandsteinen, kohlenstoffhaltigen Schluffen, schwarzen undeformierten Schiefern, Kohlen, Braunkohlen sopwie Quarzkies-Konglomeraten und kieseligen Quarz-Areniten. Sie korreliert der weit verbreiteten Gondwana-Gruppe.[7] Die Gondwana-Einheit datiert zwischen dem späten Perm und der Kreide.

- Die Tertiary-Einheit bildet im gesamten Nepal die oberste formale lithostratigraphische Einheit. Sie wird in die eozäne Bhainskati Formation und die frühmiozäne Dumri-Formation aufgeteilt ist. Diese Formationen treten in von Ost nach West verlaufenden orogenen Gürteln auf. Die Bhainskati-Formation besteht aus bis zu 200 m schwach aufgeschlossenen Schwarzschiefern, dünnen quarzhaltigen Sandsteinschichten und dünnen fossilführenden Kalksteinschichten. Die Dumri-Formation ist bis zu ca. 1200 m mächtig und besteht aus dicken, muldenförmig quer geschichteten, fluviatilen rinnenförmigen Sandsteinen, die mit rötlichen Paläoboden und Schluffablagerungen überlagert sind. Die unteren hundert Meter der Dumri-Formation werden von Sandsteinen dominiert.

#### Westliche Bereiche
Der westliche sedimentäre Bereich kommt überwiegend im Garhwal-Kaumaon-Himalaya vor. Er erstreckt sich entlang des Main Boundery Thrust zwischen der Solan im indischen Bundesstaat Himachal Pradesh im Nordwesten und Nainital im indischen Bundesstaat Uttarakhand 280 km südöstlich entlang des Main Boundery Thrust. Die Abfolgen entwickelten sich in einer Reihe von verschiedenen Synklinalen mit der zuoberst liegenden Tal-Gruppe, der darunter liegenden Krol-Gruppe und der basalen Baliana-Gruppe.
- Die bis zu ca. 3,2 km mächtige, überwiegend siliziklastische Tal-Gruppe[12] kommt vor in der Nigali Dhar syncline in der Region Distrikt Sirmaur im Bundesstaat Himachal Pradesh, der Mossoorie syncline bei Mussoorie (Masuri) im Bundesstaat Uttarakhand und der Garhwal syncline bei Rishikesh in Uttarakhand. Sie ist geprägt durch Ablagerungen in einem flachen Gezeitenmeer. Das Gesteinsspektrum ist in mehrere Formationen gegliedert, die in den jeweiligen Syklinalen unterschiedliche Bezeichnungen und Mächtigkeiten haben können. Die basale Abfolge besteht aus dunklen Schluffsteinen, gefolgt von Cherts, Tonschiefern mit Phosphoriten, Schlammsteinen, konglomeratischen Grauwacken sowie einigen Sandsteinschichten und Kalksteinbändern, die sich einer geschützten Lagune oder Bucht ablagerten. Es folgten streifige Schluffsteinschichten, die charakteristische Merkmale einer Wattfläche in der Gezeitenzone aufweisen. Darüber sedimentierten Quarzite, undeformierte Schiefer, Arkosen und stromatolithische Kalksteine. Die dicke oberste Quarzitabfolge lagerte sich in einem Untiefenbereich eines Gezeitenmeeres mit ziemlich hoher Energie ab. Somit gibt es von unten nach oben in der Tal-Sequenz eine allmähliche Zunahme des Zirkulationssystems sowie eine Erhöhung der Sedimentationen. Das Alter dieser Gruppe datiert vom späten Ediacarium bis zum beginnenden Kambrium.

- Die bis zu ca. 12 km mächtige Krol-Gruppe[13] sedimentierte in der Krol Syncline, Nigalidhar Syncline, Mossoorie Syncline, Garhwal Syncline und der Nainital Syncline, die sich zwischen der Solan im Bundesstaat Himachal Pradesh im Nordwesten und Nainital im Bundesstaat Uttarakhand 280 km südöstlich erstrecken. Das überwiegend calciumcarbonatische Gesteinsspektrum ist in mehrere Formationen gegliedert. Diese bestehen aus einer Vielzahl von Wechsellagen aus kristallinen und dolomitischen Kalksteine, tonhaltigen Kalksteinen, Schiefern, Kalkschiefern, Schluffsteinen, linsenförmigen Dolomitschichten, mikrobiellen chertartigen Dolomiten und Sandsteinen mit Schrägschichtungen. Das Ablagerungsmilieu reicht anfänglich von tieferen Wasserzonen unterhalb der niedrigsten Tiden über Unterwassergebiete mit mittleren Tiden, wechselnden Wasserständen zwischen Meer und Land, Lagunen bis Strömungskanälen mit großflächigen Bettformen sowie Karstbildungen in Taleinschnitten. Das Alter dieser Gruppe erstreckt sich bis zum Ende des Ediacariums.

- Die Baliana-Gruppe[13] bildet mit einer Mächtigkeit von bis zu ca. 1 km die unterste sedimentäre Abfolge. Sie ist in die basale Blaini-Formation und die überlagernde Infra-Krol-Formation gegliedert. Die Infra-Krol-Formation[14] bildet eine bis zu ca. 400 m mächtige Sequenz aus überwiegend Tonschiefern und dolomitischen Schluffsteinen, die rhythmischen Folgen übereinander liegen. Diese werden regional von einer Schicht aus Sandsteinen überdeckt. Die Ablagerung erfolgte in einem flachen Lagunen- bzw. niedrig energetischen Gezeitenmilieu mit Ausbildung von Rippelmarken bzw. Schrägschichtungen. Die Blaini-Formation[15] dokumentiert weit verbreitete glazial-marine Sedimentationsbedingungen in einer passiven Kontinentalrandlage. Lithostratigraphisch beginnt sie mit bis zu 2 km mächtigen und regional ausgedehnten Diamiktit-Einheiten, die während zweier großen Perioden von Eisvorstößen entstanden sind. Diese Einheiten sind durch Siliziklastika und Argillite getrennt. Zudem traten darin Ablagerungen von subglazialen Tilliten auf dem Kontinentalschelf sowie glaziogenen Schuttströmen auf, die subglazialen Schutt auf submarine Schwemmkegel in äußerer neritischer Umgebung bis hin zu Hanglagen umverteilten. Oberhalb der Diamiktit-Einheiten bildeten sich dolomitische Cap Carbonate. Diese Kappenkarbonate bilden sich als oberste Schichten von Sedimentabfolgen und spiegel große Vereisungsphasen wider. Für einen glaziologischen Ursprung der Diamiktit-Einheiten sprechen die Gletscherschliffe auf den unter lagernden Gesteinsvorkommen. Detritische Zirkone aus Diamiktitproben liefern eine obere Altersgrenze von 692 mya. Diese kann dem Cryogenium zugeordnet werden. Die Cap Carbonate weisen isotopische Merkmale auf, die  typisch sind für nacheiszeitliche Carbonate aus der Marinoischen Eiszeit um ca. 635 mya.

### Duplexsysteme

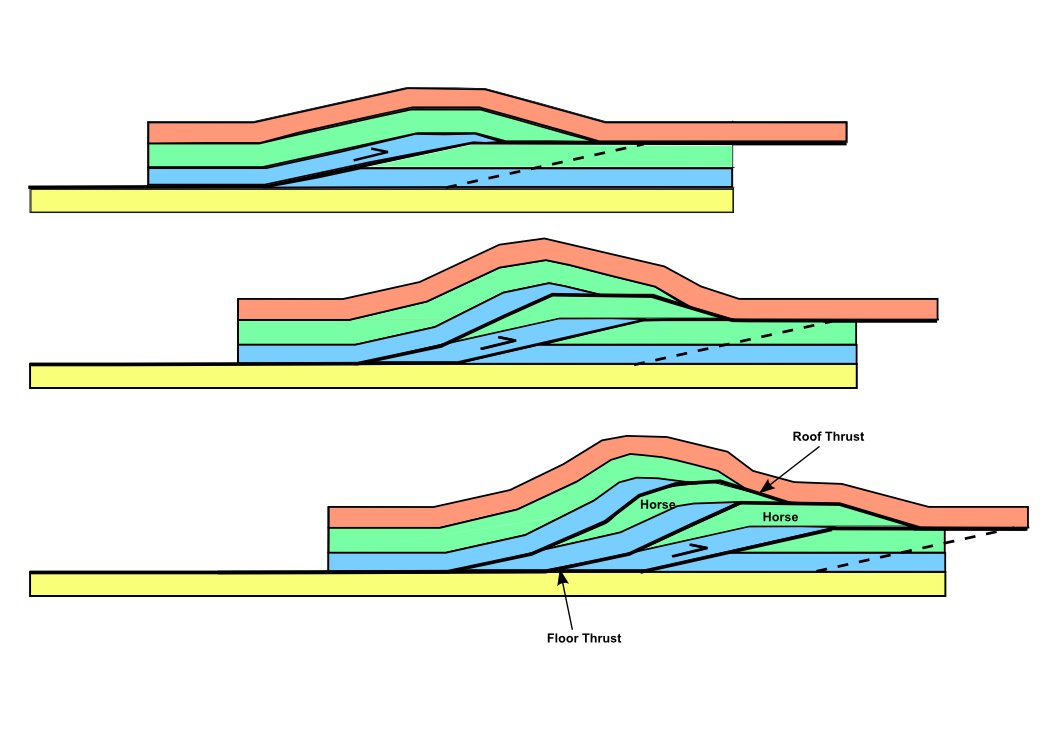
Prinzipdarstellung einer fortschreitenden Duplex-Bildung

Die Kollision des indischen Kontinentalblocks war u. a. verbunden mit Krustenstauchungen und -verkürzungen. Sie riefen sehr komplexe Überschiebungen, Faltungen und Duplexbildungen hervor. Letztere treten prinzipiell auf, wenn in einer Sedimentabfolge mehrere annähernd parallele Abscherungsebenen (Décollement-Ebenen) zwei feste Schichten von einer weichen Schicht getrennt sind, und ein tektonischer Schub entlang der unteren Bodenverwerfung (floor thrust) die obere Schicht anschneidet und eine Rampe innerhalb der oberen Schicht den Dachschub (roof thrust) bildet und in die obere Abdeckung (antiformal stuck) übergeht. Mehrere derartige Überschiebungen können Duplexsysteme bilden. (Einzelheiten siehe → Duplexüberschiebung)
Die Duplexsysteme im Niedrigen Himalaya (NHD) (Lesser Himalayan Duplex) spielen eine herausragende Rolle in der Gesamtentwicklung des Himalaya-Faltengebirges. Zudem sind sie im Allgemeinen für einen bedeutenden Teil der Gesamtverkürzung in Niedrigen Himalaya verantwortlich und damit des gesamten Himalayas, und ihr Dachschub hat die darüber liegenden Überschiebungsplatten des Großen Himalaya über weite Strecken nach Süden verschoben, was zur Bildung der kristallinen tektonischen Klippen aus dem Hohen Himalaya führte. Duplexsysteme kommen im Niedrigen Himalaya vom indischen Bundesstaat Uttarakhand mit den Regionen Garhwal-Kumaon bis Arunachal Pradesh vor.
Diese Duplexsysteme können jedoch regional variieren. Im Garhwal-Kumaon-Himalaya bilden sie einen einfacher, ins Hinterland einfallender Duplex, der eine Krustenverkürzung von ca. 33 km bewirkte. Im westlichen Nepal variiert die Struktur des Duplex entlang der Streichen sogar über relativ kurze Entfernungen. Die Verkürzung beträgt ca. 181 km. In Transportrichtung ändert sich die Geometrie der Duplexe im Allgemeinen von einer Hinterlandneigung zu einem antiklinalen Stapel. Im östlichen Bhutan ist der Duplex hinterlandtauchend mit einer Verkürzung von ca. 179 km. Dort besteht der Duplex aus unteren Schichten, neben dem sich ein weiterer Duplex aus oberen Schichten bildete. Die Gesamtverkürzung des Niedrigen Himalayas wurde mit ca. 253 km ermittelt. Da die Duplexverkürzung als Blattverschiebung auf dem Dachschub nach oben übertragen wird, führt der größere Anteil der Duplexverkürzungen dazu, dass kristalline Dachschubplatten im östlichen Himalaya von Sikkim bis Bhutan weiter nach Süden auf den Niedrigen Himalaya transportiert werden als in Nepal und Garhwal-Kumaon. Zudem weisen die NHD in Sikkim eine einzigartige strukturelle Geometrie auf, die zeigt, dass die Überschiebungen vom Main Central Thrust (MCT) und Main Boundary Thrust (MBT) weiter nach Süden transportiert wurden als in anderen Teilen des Himalayas. Dabei wurden die sedimentären Sequenzen entlang des MCT und MBT sowie an den Rändern der kristallinen Allochthone deformiert, übereinander geschoben und metamorph überprägt. Die Duplexbildung setzte zwischen ca. 12 bis 10 mya ein. Die Hauptphase erstreckte sich zeitlich von ca. 10 bis 5 mya und dauert derzeit noch an.

### Allochthone
Allochthone Gesteinskörper können aus sedimentärem oder kristallinem Aufbau bestehen.

#### Sedimentäre Allochthone

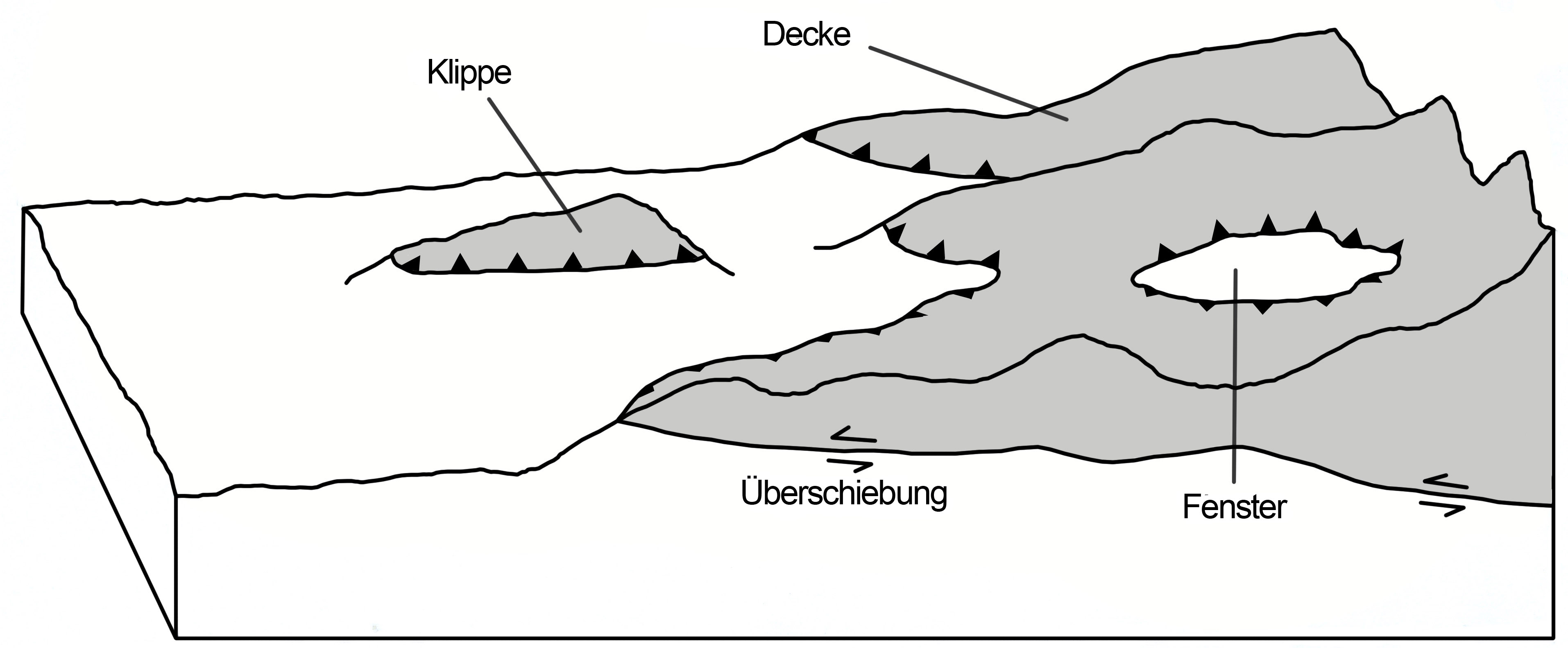
Prinzipdarstellung eines Überschiebungssystem mit tektonischer Decke

Die Ramgarh-Decke (Ramgarh thrust sheet) ist das größte sedimentäre tektonische Deckensystem im Niedrigen Himalaya. Namengebend ist die Stadt Ramgarh südlich von Almora. Sie kann über die gesamte Länge in Nepal und im nördlichen Indien verfolgt werden. Die Überschiebung platziert überwiegend 1900 bis 1600 mya alte paläoproterozoische metasedimentäre etwa 0,2 bis 2,0 km mächtige Gesteinspakete über jüngere des Niedrigen Himalayas. Regionale Querschnitte deuten darauf hin, dass die Ramgarh-Decke eine anfängliche südliche Verschiebung von mindestens 120 km erfuhr, beginnend nördlich des Main Central Thrust. Anschließend unterlag der vordere Teil der Decke einer weiteren Verschiebung, woraus eine Dachüberschiebung über ein großes Duplexsystem der darunter liegenden Gesteinspakete im Niedrigen Himalaya entstand. Die tektonischen Verschiebungen erfolgten im Miozän von ca. 15 bis 5 mya. Markant aufgeschlossen ist die Ramgarh-Decke um den South Almora Thrust mit einer ca. 7 km breiten Übergangszone, die von geschichteten Quarziten, Myloniten, mylonitischen Augengeisen und Quarzporphyren geprägt ist.
Das Gesteinsspektrum wird lithostratigraphisch zur Ramgarh-Gruppe zusammengefasst. Diese gliedert sich regional in unterschiedliche Formationen und besteht überwiegend aus verschiedenartigen Quarziten, grünschieferhaltigen Phylliten, kohlenstoffhaltigen pyritischen Tonschiefern und Marmoren. Diese sedimentären Ablagerungen wurden vom Debguru-Porphyriod intrudiert, das mylonitisch-porphyrische Granite, Biotitgneise, Quarzporphyre und verschiedenartige Phyllite umfasst. Dessen Alter datiert um 1869 mya. Der metamorphe Grad dieser Gruppe entspricht der Grünschiefer-Fazies. Die Basis der Ramgarh-Decke korreliert mit der Kuncha-Formation in der Nawakot-Gruppe und anderen lateralen Äquivalenten in diesen Gebieten.

#### Kristalline Allochthone

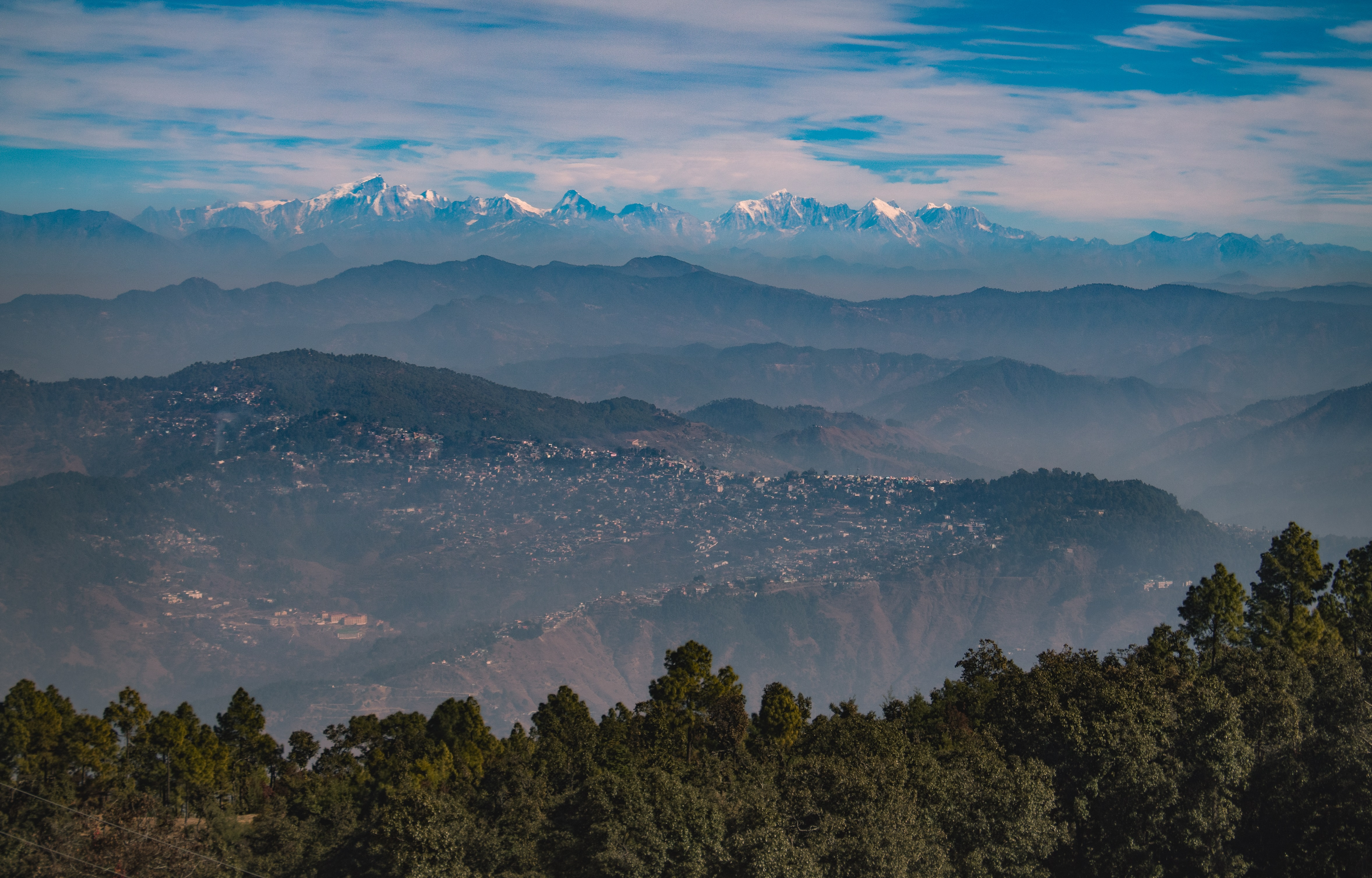
Sicht auf die Stadt Almora auf der Almora-Klippe

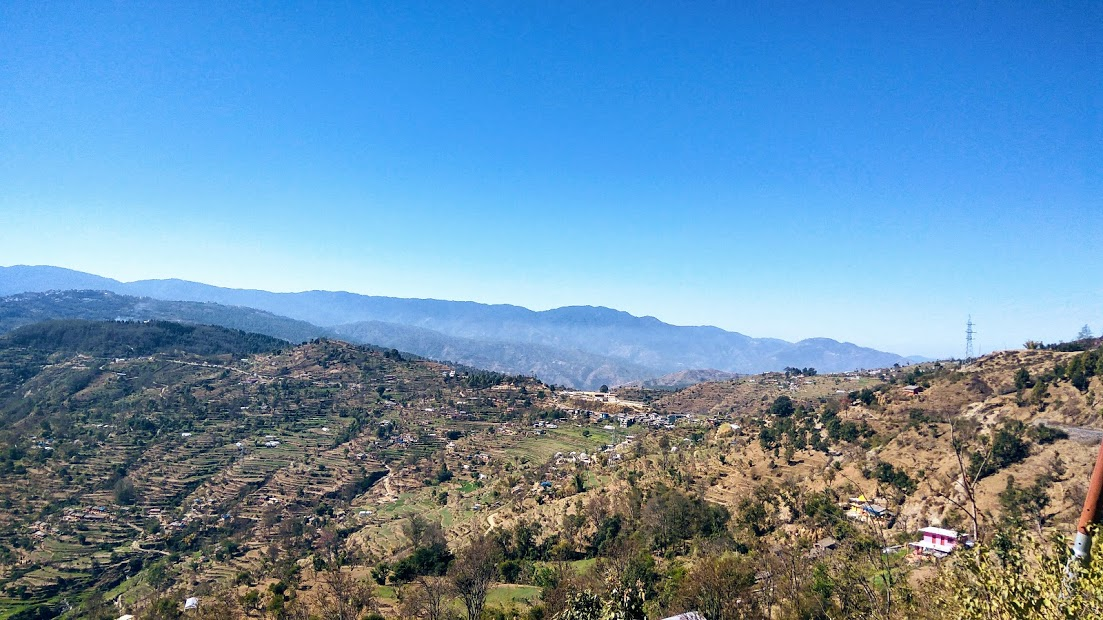
Teilansicht auf die Dadeldhura-Region

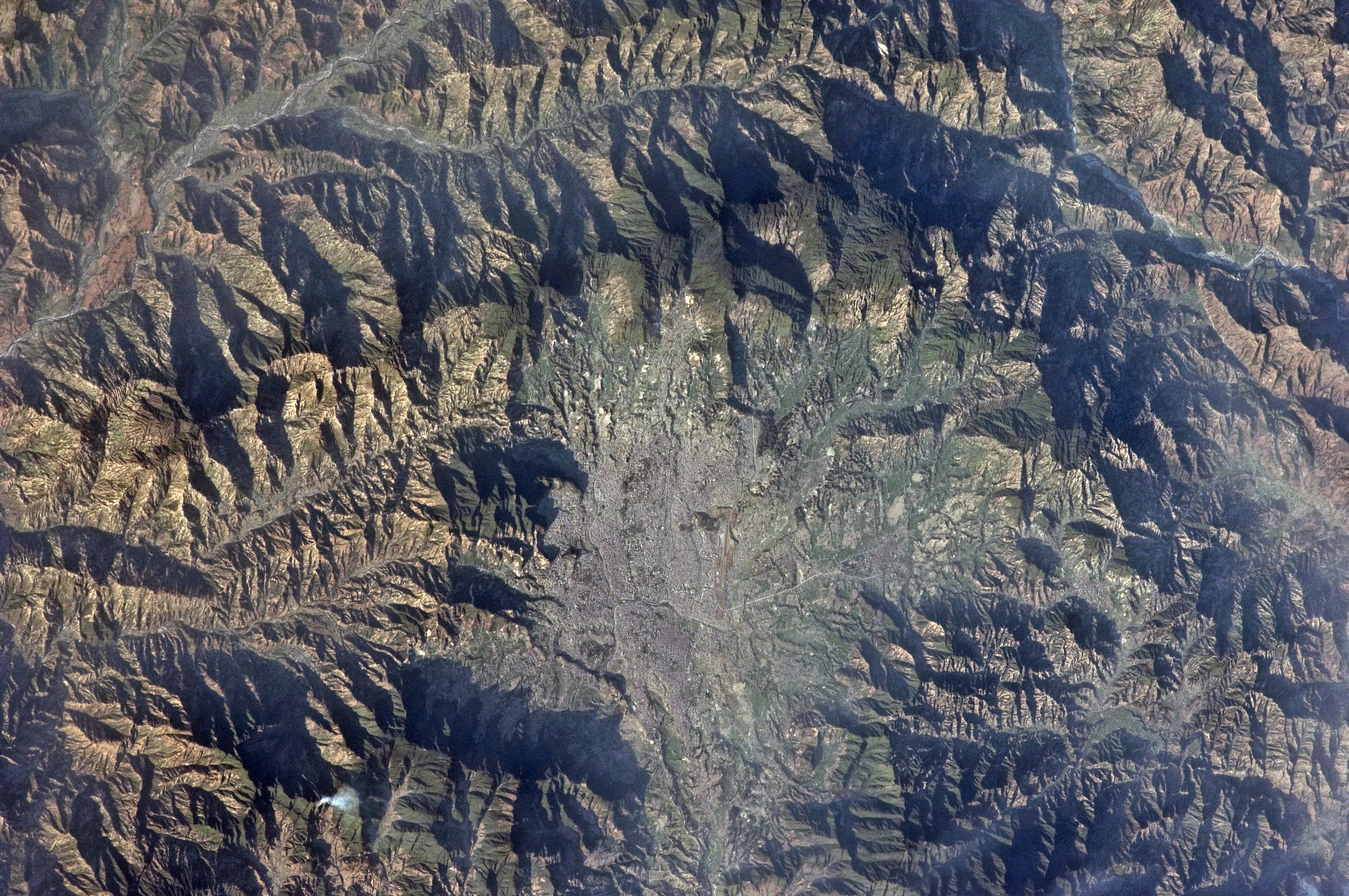
Astronautenfoto der Stadt Kathmandu im Kathmandutal innerhalb der Kathmandu-Klippe

Die kristallinen Allochthone kommen in einer Zone vor, die als Lesser Himalayan Crystalline Zone bezeichnet wird. Sie ist charakterisiert durch Vorkommen von relativ kleinen bis sehr großräumigen, voneinander isolierten kristallinen Gebirgskomplexen. Entstanden sind sie vermutlich während der Bildung der Duplexsysteme. Dabei wurden sie von ihrer Wurzelzone im Hohen Himalaya isoliert und nach Süden auf die Rückseite des Main Central Thrust in den Niedrigen Himalaya transportiert, wo sie allochthone Klippen innerhalb der autochthonen sedimentären Zone bilden. Die Überschiebungen ereigneten sich zwischen dem Eozän und dem Oligozän.

Reliefkarte Uttarakhands
Reliefkarte Nepals
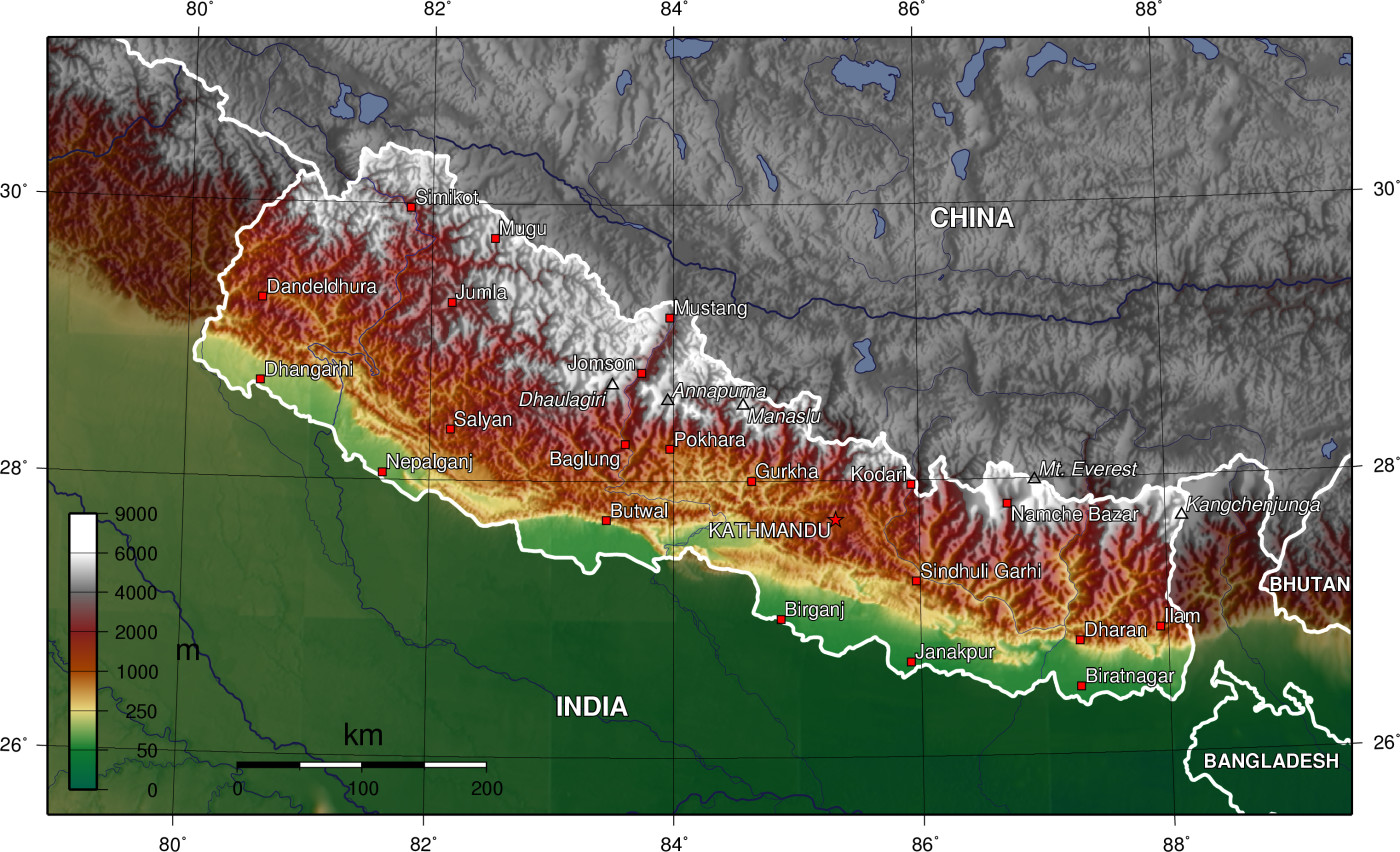
Topographische Karte Nepals

Die Chiplakot-Klippe, die Askot-Klippe, die Baijnath-Klippe,  sowie die Lansdowne-Klippe sowie die Almora-Klippe mit der östlich anschließenden Dadeldhura-Klippe liegen im Garhwal-Kumaon-Himalayas in den Regionen Garhwal und Kumoan im indischen Bundesstaat Uttarakhand. Dieser Gebirgszug erstreckt sich über eine Länge von ca. 300 km und einer Breite von ca. 125 km vom Sarda-Fluss bzw. Kali-Fluss im Osten bis zu den Täler des Tons und Pabbar im Westen. In westlichen bis zentralen nepalesischen Bereichen befinden sich die Jajarkot Klippe, die Damauli-Klippe sowie die Kathmandu-Klippe. In liegt Sikkim liegt u. a. die Darjeeling-Klippe. Namengebend sind die Orte, die an oder auf der jeweiligen Klippe liegen.
- Die Almora-Klippe[26] ist die größte Klippe im Niedrigen Himalaya und erstreckt sich in nordwestlich-südöstlicher Längsrichtung etwa vom Distrikt Pauri Garhwal in der mittleren Garhwal-Region bis zum südlichen Flussabschnitt Kali Gandaki im westlichen Nepal. Die Almora-Klippe wird tektonisch begrenzt durch den North Almora Thrust und den South Almora Thrust, die nach Süden bzw. Norden einfallen. Südlich vom South Almora Thrust ist die Ramgarh-Decke aufgeschlossen. Der Sitlakhet-Kasun Thrust durchzieht diese Klippe der Länge nach. Eine Vielzahl von kleinräumigen Verformungsstrukturen werden als Indikatoren von Scherzonen erachtet. Die Gesteine der Almora-Klippe lagerten sich in einer großen asymmetrischen Synklinale ab. Lithostratigraphisch werden sie zur Almora-Gruppe zusammengefasst, die sich wiederum in die Saryu-Formation und die Gumalikhet-Formation gliedert. Die Saryu-Formation besteht aus verschiedenartigen Glimmerschiefern, z. T. granathaltig, Glimmerquarziten, augenförmigen Orthogneisen, mylonitisierten Quarziten und Myloniten. gefolgt von porphyrischen, cordierithaltigen Monzograniten mit Dykes aus turmalinischen Leukograniten, Diese Formation wurde durch die Champawat-Granodiorite intrudiert. Die Gumalikhet-Formation ist gekennzeichnet durch Quarzite, psammitische und pelitische Phyllite mit zwischengelagerten Linsen aus cabonathaltigen oder graphitischen kristallinen Schiefern, Tonschiefern und Grauwacken. Die Gesteine weisen Alter zwischen 810 und 580 mya auf. Die Champawat-Granodiorite entstanden um 560 mya. Anhand von verschiedenen Spaltspurdatierungen (Fission Track Dating) wurden mehrphasige tektonische Exhumierungen, Deformationen und metamorphe Überprägungen zwischen 28,7 und 17,6 sowie von 15,1 bis 3,4 mya ermittelt. Der metamorphe Grad entspricht der Grünschiefer-Fazies.

- Die Dadeldhura-Klippe[27] ist die östliche Fortsetzung der der Almora-Klippe in Kumaon. Sie eine bildet synklinale Klippe wird begrenzt durch die südliche und nördliche Verwerfung begrenzt. Durch das Gesteinspaket zieht sich eine markante Spaltungsebene (Cleavage) mit unterschiedlichen Neigungswinkeln in den nördlichen und südlichen Schenkeln. Das Gesteinspaket besteht aus  mittel- bis hochgradige metamorphen Gesteinen, die denjenigen des Hohen Himalayas ähneln. Es wird lithostratigraphisch in mehrere Formationen gegliedert. Die Kalikot-Formation ist geprägt durch kristalline Schiefer mit Quarzen, Muskoviten, Biotiten sowie Granaten. Die Budhiganga-Formation wird gebildet aus Augengneisen, Quarzen, verschiedenen Feldspaten, Biotiten, Muskoviten, Granaten und Apatiten. Ähnliche Zusammensetzung ist auch in der Salyanigad-Formation mit mylonitischen Augengneisen vorhanden. Das Alter wurde mit 478 mya ermittelt. Diese Gneis-Formation umgibt die Budhiganga-Formation, für den ein übereinstimmendes Zirkon-Alter von 492 und 470 mya ermittelt wurde, was darauf hindeutet, dass der Salyanigad-Gneis eine duktil deformierte Hülle um die Granitvorkommen darstellt. Des Weiteren kommen Kalksilikatgesteine mit einem breiten Spektrum an Mineralen vor. Die Mächtigkeit des Gesteinspakets beträgt ca. 6 km, welches auf der darunter liegenden Ramgarh-Decke abgelagert wurde. Das Muskovit-Abkühlungsalter datiert zwischen ca. 25 bis 21 mya.

- Die Kathmandu-Klippe[28] ist ein doppelt abfallendes Synklinorium in Zentralnepal mit einem schmalen Arm, der sich südöstlich nach Ostnepal erstreckt. Am nordwestlichen Rand verläuft die Galchhi-Scherzone. Diese Klippe ist lithostratigraphisch in die basale Bhimphedi-Gruppe und die aufliegende Phulchauki-Gruppe gegliedert. Erstere besteht aus pelitischen bis psammitischen kristallinen Schiefern mit unterschiedlichem Mineralbestand, migmatitischen Gneisen, Quarziten und Marmoren. Im nördlichen Teil der Kathmandu-Klippe bildeten sich granat-, kyanit- und sillimanithaltige migmatitischen Gneise sowie häufige pegmatitische linsen. Variabel deformierte Granitkörper intrudieren zwischen dem Kambrium und dem Ordovizium um ca. 480 mya die Bhimphedi-Gruppe. Sie treten im südlichen Teil der Klippe als Orthogneise auf. Neodym-Isotope und diese Intrusionen ähneln den Gesteinen des Hohen Himalayas, die anderswo in Nepal vorkommen. und wurden vermutlich vom Eozän bis Oligozän exhumiert. Dabei wurden die Gesteine metamorph überprägt und partiell wieder aufgeschmolzen. Die Phulchauki-Gruppe besteht aus sehr niedergradig metamorphierten feinkörnigen klastischen Sedimentgesteinen mit Überlagerungen von tonhaltigen Kalksteinen, Tonschiefern und quarzhaltigen Areniten mit Fossilien aus dem mittleren bis späten Ordovizium. Die oberste Sequenz beinhaltet undeformierte Schiefer und unreine Kalksteine mit silurischen Fossilien. Alter und Fossilienvorkommen korrelieren mit den Gesteinen des Tethys-Himalayas im Norden. Das Alter dieser Gruppe datiert demzufolge zwischen dem unteren und dem mittleren Paläozoikum. Die Galchhi-Scherzone stellt den Übergang von den nieder gradigen metamorphen sedimentären Gesteinen des Niedrigen Himalayas zu den mittelgradigen metamorphen magmatischen Gesteinen der Kathmandu-Klippe dar. Diese Scherzone ist durch intensive Scherungen, Migmatisierung sowie metamorphe und strukturelle Diskontinuitäten gekennzeichnet. Sie war vermutlich zwischen 20 und 29 mya aktiv.

## Exhumierung
Die Auswertung der Kombination von thermometrischen und thermochronologischen Methoden sowie der Strukturgeologie deutet darauf hin, dass der Niedrige Himalaya gemeinsam mit den darüber liegenden tektonischen Decken infolge einer Überschiebung durch den Hohen Himalaya von etwa 5 mm pro Jahr exhumiert wurde. Die Struktur, der metamorphe Grad und die Exhumierungsgeschichte des Niedrigen Himalayas unterstützen die Ansicht, dass das Himalaya-Orogen seit dem mittleren Miozän im Wesentlichen durch Unterschiebung (Underplating) durch die indische Kontinentalplatte und nicht durch frontale Akkretion gewachsen ist. Dieser Prozess ist das Ergebnis von Duplexbildungen in einer Tiefe nahe der spröden-duktilen Übergangszone durch die südwärts gerichtete Wanderung einer mittelkrustalen Rampe entlang des Main Himalaya Thrust.
Zudem tiegen die Sedimentationsraten im späten Miozän in den Siwaliks drastisch an, und das Mineral Kyanit, das in der Himalaya-Region nur in den metamorphen Gesteinen des höheren Himalayas nördlich der zentralen Hauptüberschiebung MCT vorkommt, trat erstmals in den Siwalik-Sedimenten auf. Diese Daten deuten auf eine rasche Erosion des Himalayas zu dieser Zeit hin. Es gibt auch begrenzte geochronologische Beweise aus Pakistan, dass die Aktivität der Hauptgrenzüberschiebung im späten Miozän begann. Geochemische Analysen von Proben der Bohrkerne aus dem Indischen Ozean und der alten Siwalik-Gesteine deuten darauf hin, dass die Monsun-Saisonalität, die mit der topografischen Barriere des Himalaya zusammenhängt, ebenfalls im späten Miozän einsetzte, was darauf hindeutet, dass der Himalaya um 7 Mio. Jahre eine ausreichende Höhe für diese Prozesse erreicht hatte.

## Relief
Das Relief des Niedrigen Himalayas ist geprägt ist durch Gebirgszüge mit Falten sowie tiefe Täler.
- Gebirgszüge und Berggipfel

Zu den Gebirgszügen zählen der Pir Panjal, der Dhauladhar und der Nag Tibba.

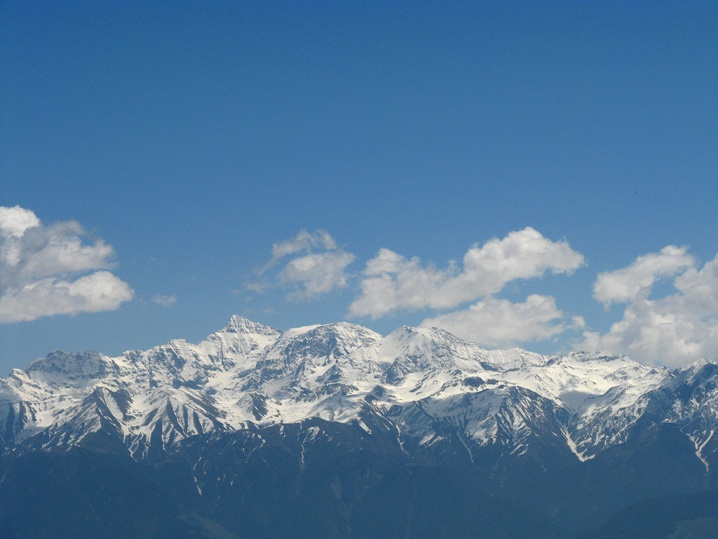
Teilansicht auf den Pir Panjal
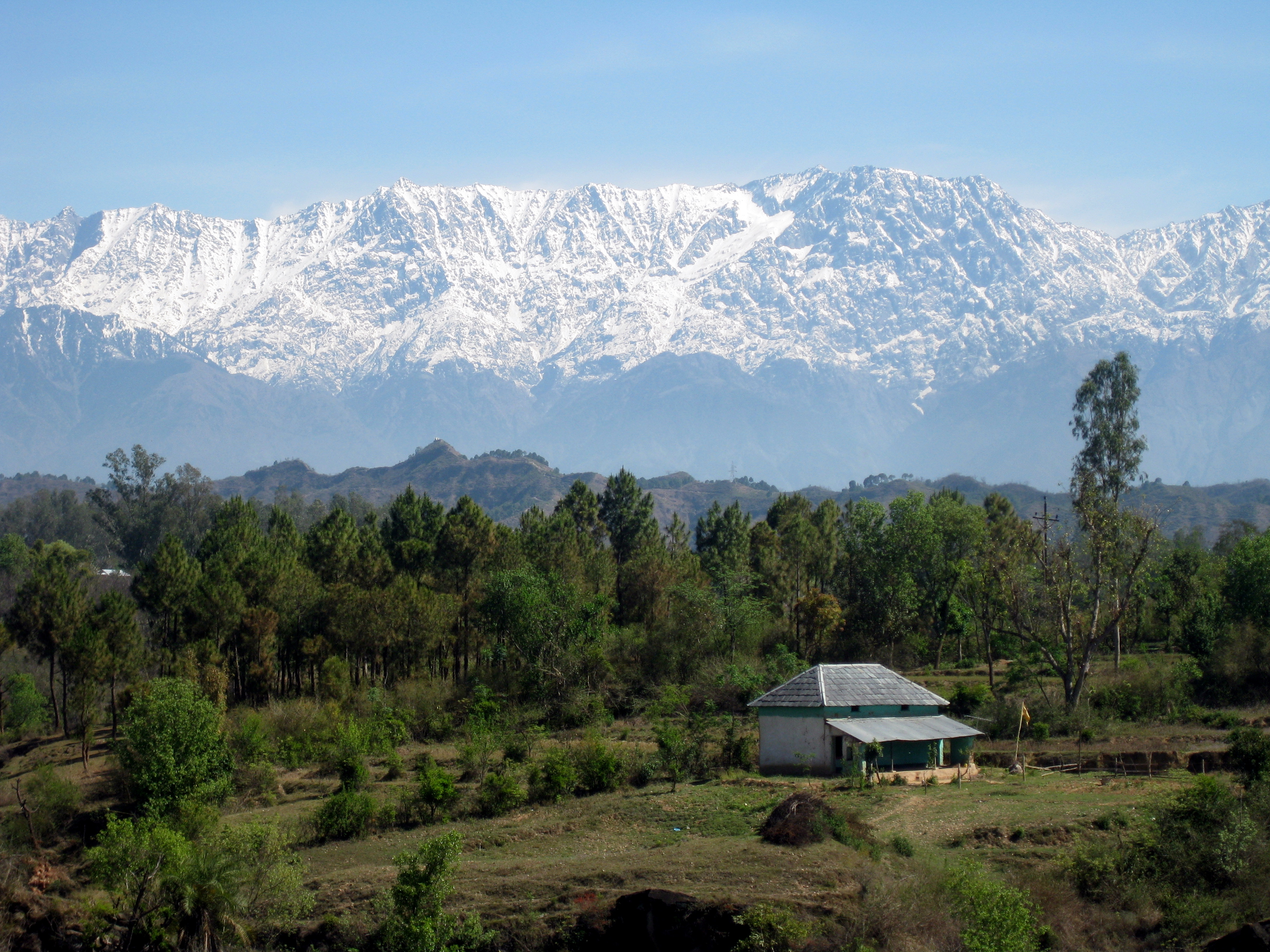
Ansicht auf das Dhauladhar-Bergmassiv
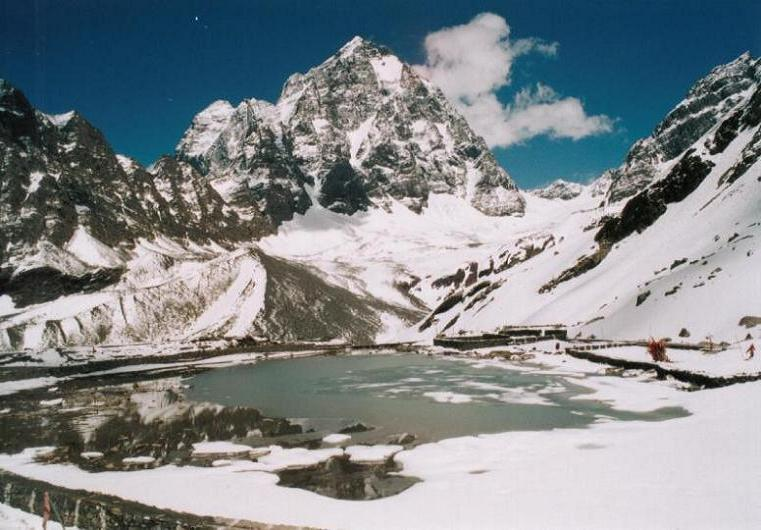
Ansicht auf den 5653 m hohen Manimahesh Kailash mit gleichnamigem Bergsee
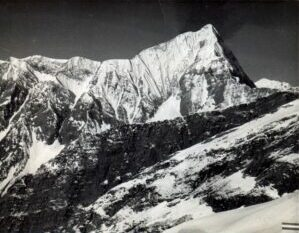
Ansicht auf den 5982 m hohen Hanuman Tibba.

Der Pir Panjal ist der größte Gebirgszug im Niedrigen Himalaya und verläuft über eine Länge mit ca. 440 km von Ostsüdost nach Westnordwest durch den indischen Bundesstaat Himachal Pradesh, Jammu und Kashmir sowie das von Pakistan verwaltete Asad Kaschmir. Die Durchschnittshöhe reicht von 1400 bis zu 4100 m. Die höchsten Berggipfel sind der 6001 m hohe Deo Tibba und der 6221 m hohe Indrasan. Sie liegen im Osten des Pir Panjal.
Das Dhauladhar-Bergmassiv erstreckt sich über eine Länge von ca. 60 km, beginnend nahe der Stadt Dalhousie, nördlich von Dharamsala am nordwestlichen Ende von Himachal Pradesh und verläuft weiter bis in der Nähe der Stadt Manali, wo es in den Pir Panjal übergeht. Bemerkenswert sind die typischen dunklen Granitformationen mit steilen, stellenweise fast senkrechte Anstiegen bis zu den Gipfelregionen. Die höchsten Berggipfel sind der ca. 5653 m hohe Manimahesh Kailash und der bis zu 5982 m hohe Hanuman Tibba.
Der Nag Tibba-Gebirgszug erstreckt sich in der Garhwal-Region des indischen Bundesstaates Uttarakhand und in der Region Bugyals.  Der  Nag Tibba („Serpent's Peak“) ist mit einer Höhe von 3022 Metern der höchste Gipfel.
- Flusstäler

Die Flusstäler im Niedrigen Himalaya bilden meist tiefe Schluchten und Täler, wie z. B.:

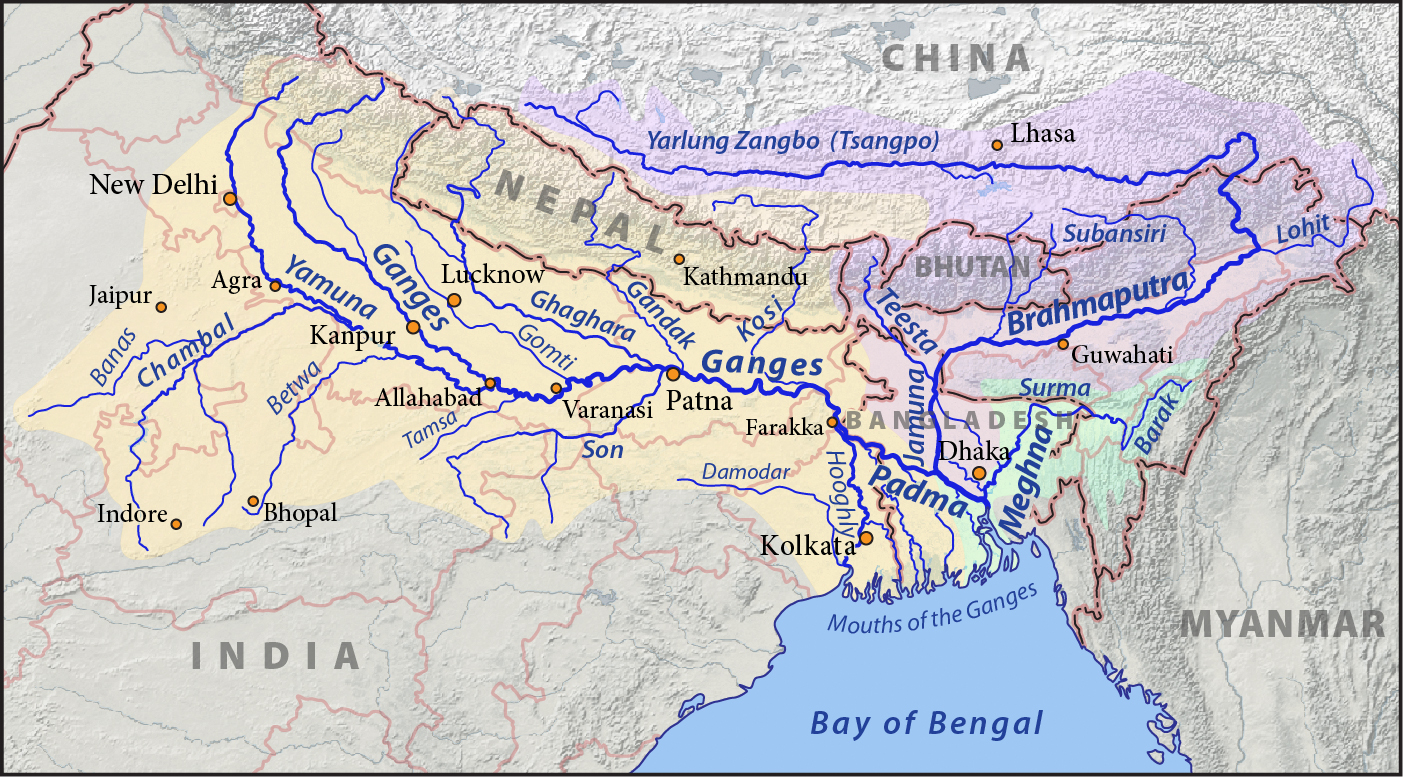
Karte des Ganges mit seinen Nebenflüssen
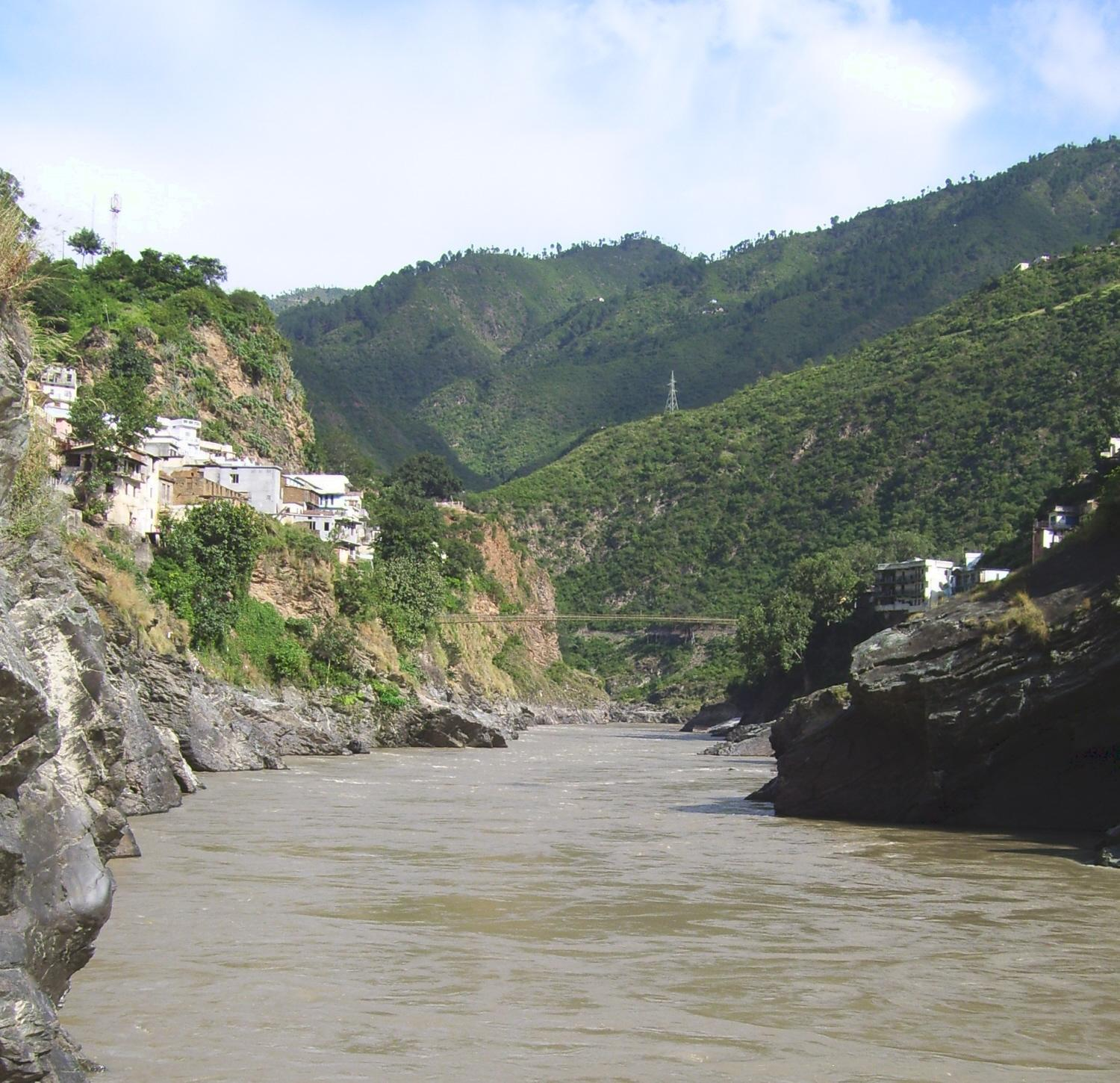
Flussabschnitt der Alaknanda
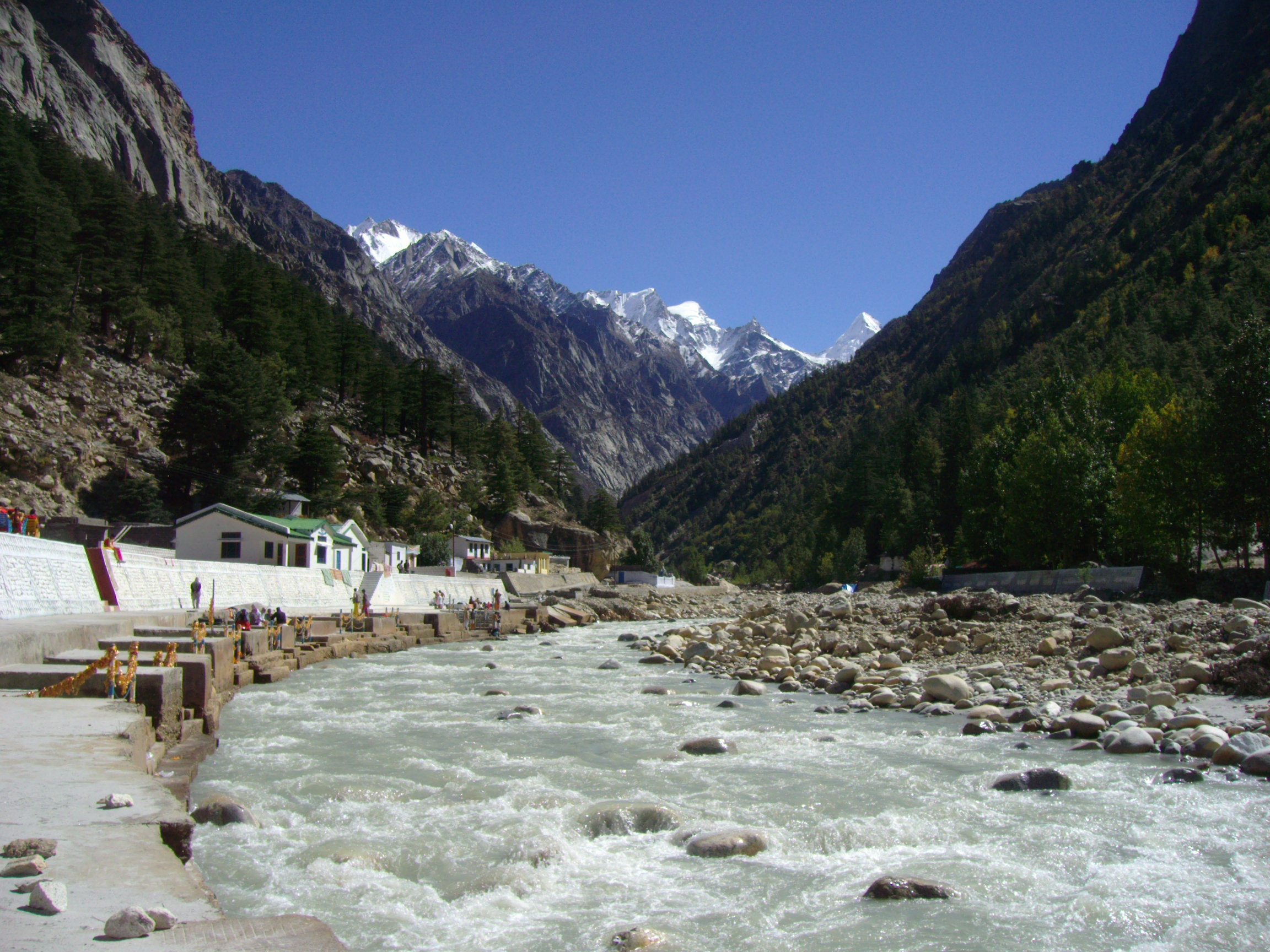
Die  Bhagirathi bei Bhagirathi
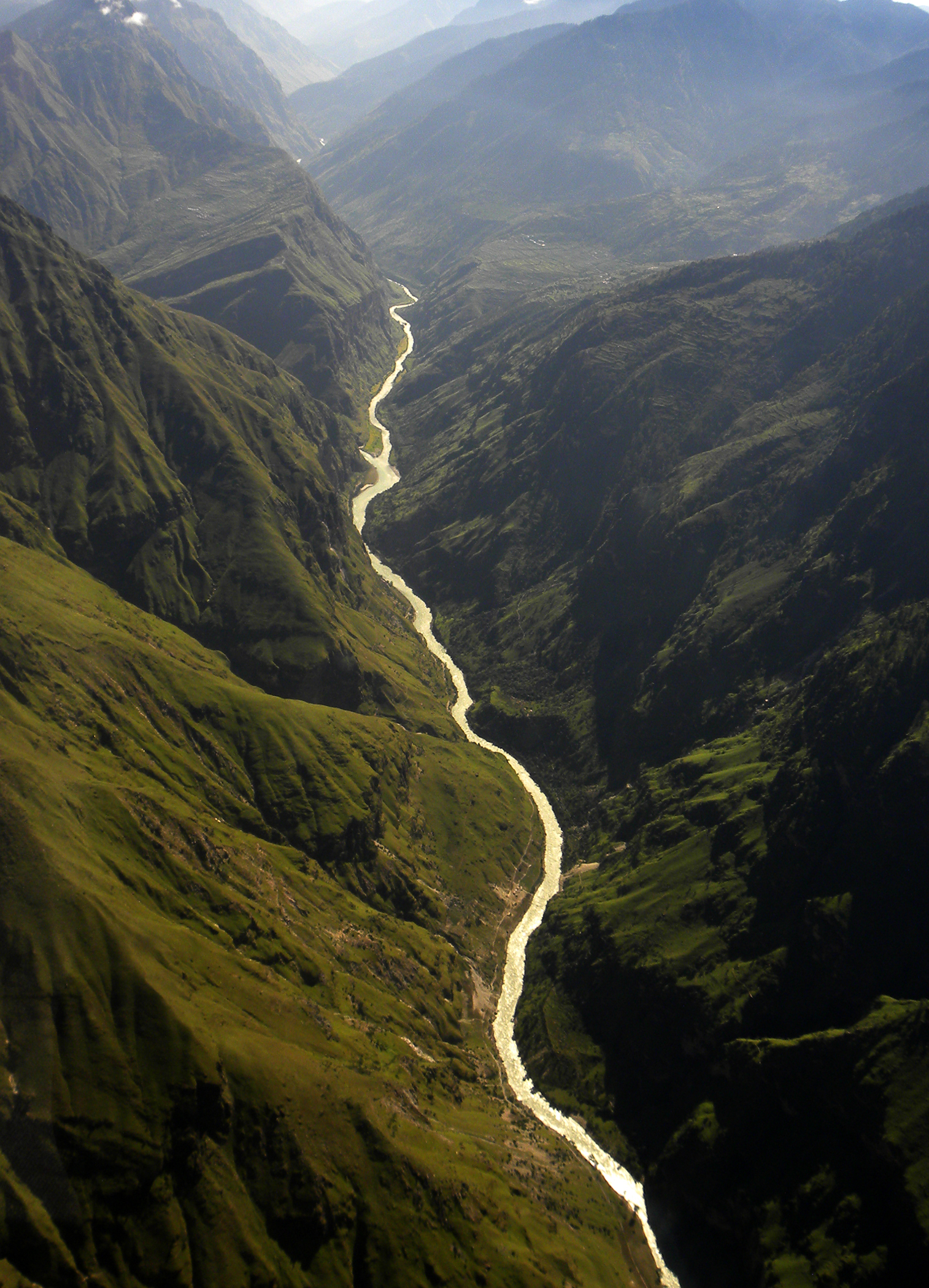
Schlucht des Karnali-Flusses in Nepal
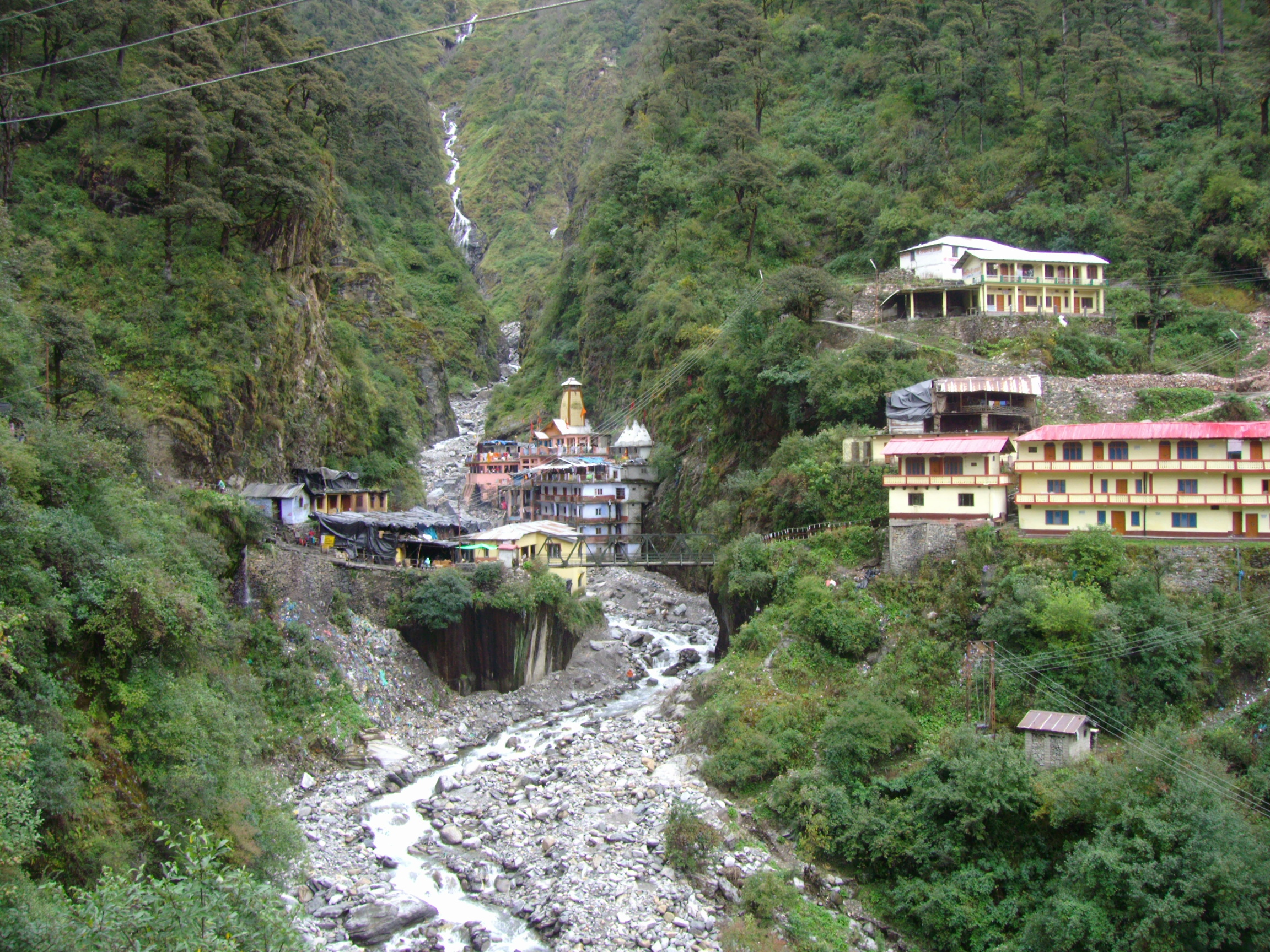
Quellbereich des Yamunas in Uttaranchal
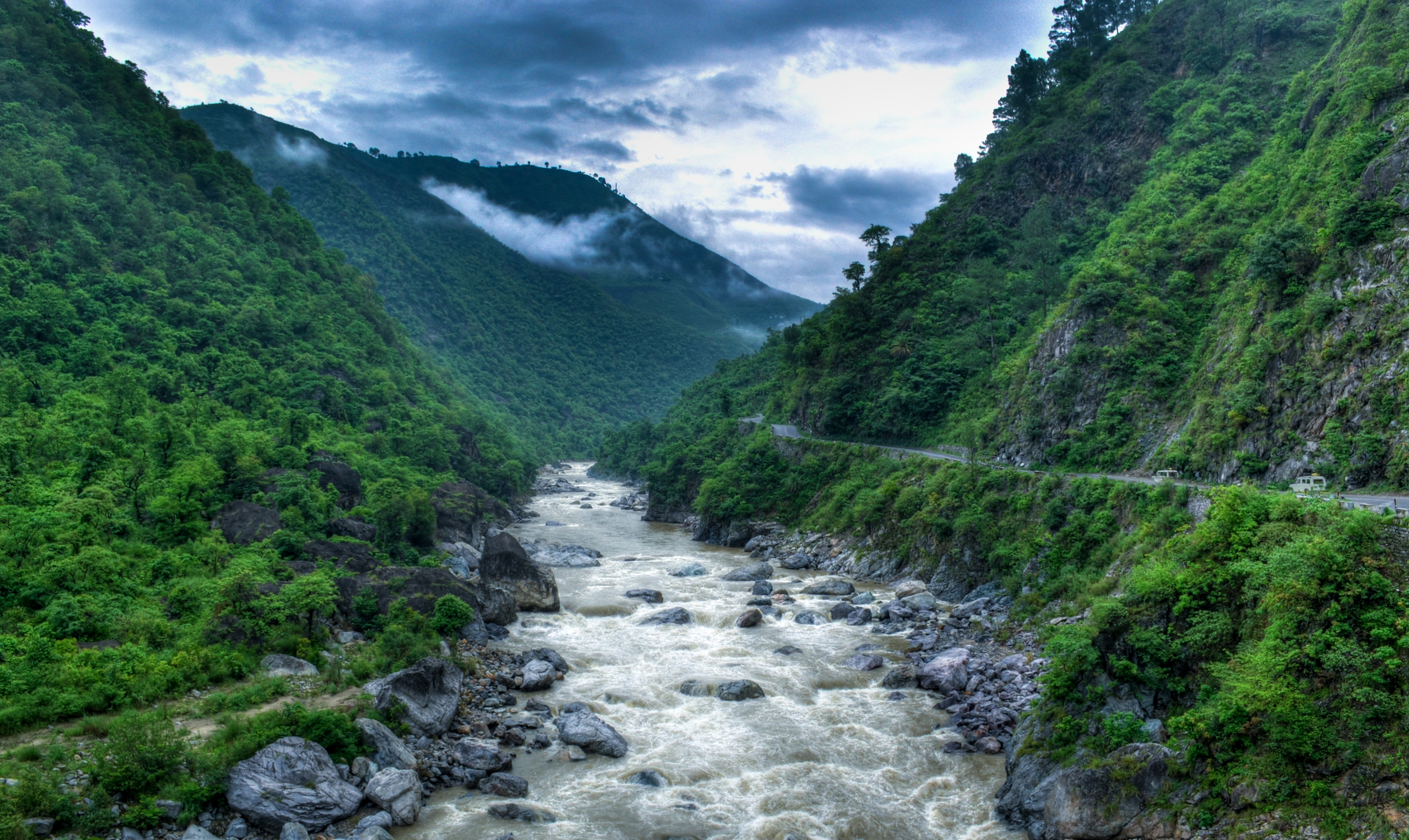
Kosi-Schlucht nahe Almora in Uttarakhand
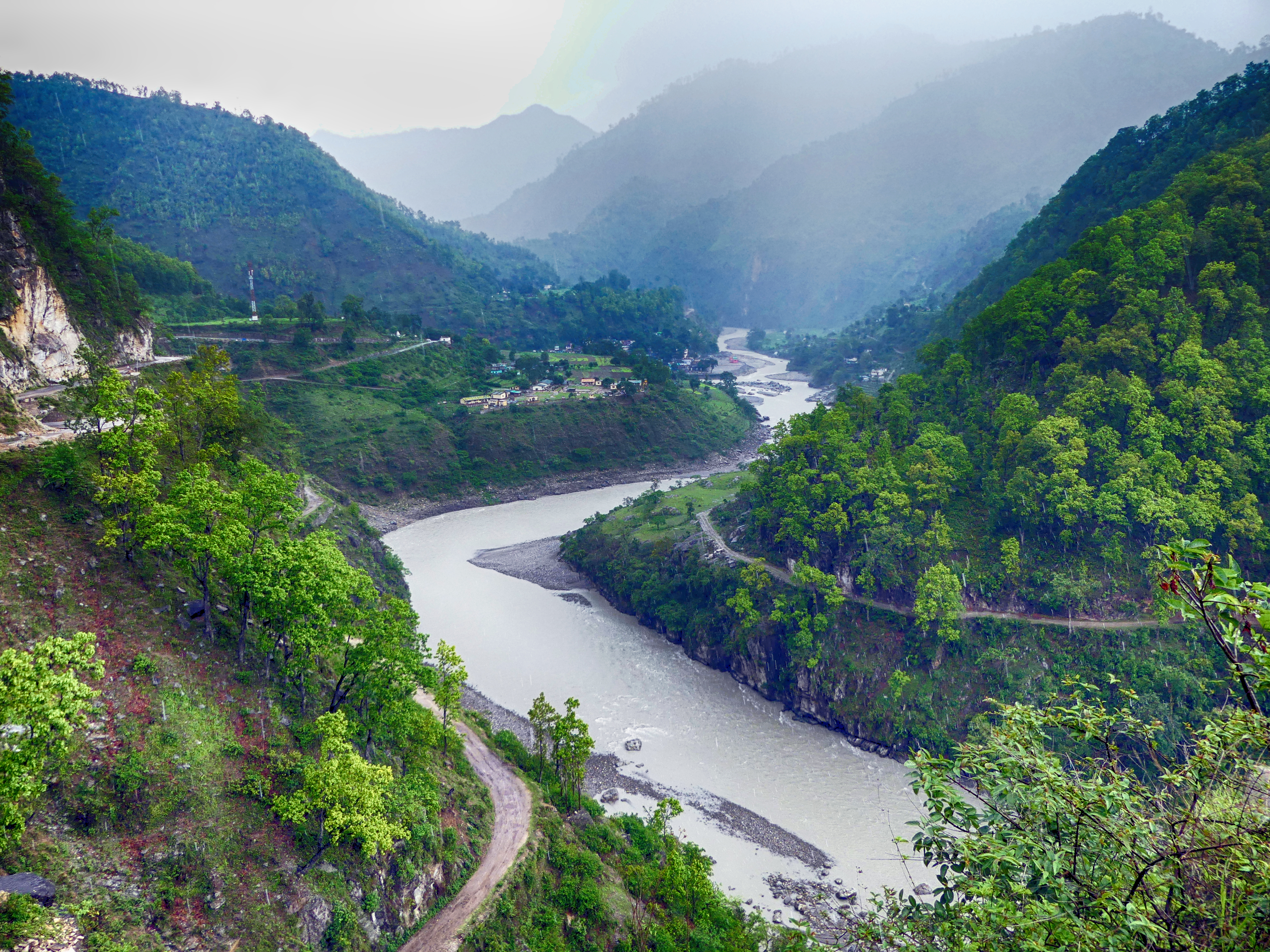
Der Mahakali-Sharda an der indisch-nepalesischen Grenze nahe am Zusammenfluss der Flüsse Kali und Gori
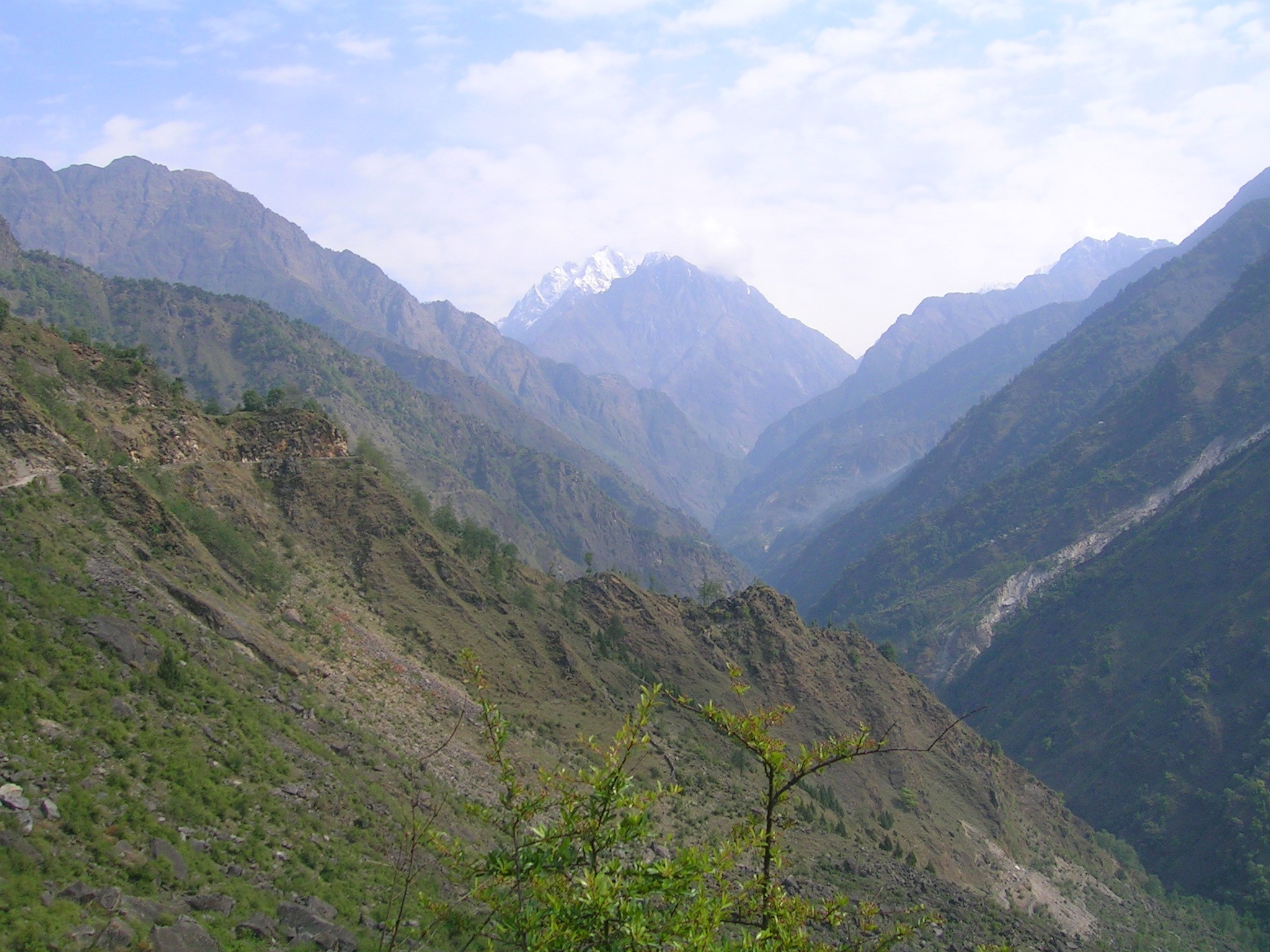
Gori-Flusstal in Uttarakhand

Die ca. 190 km lange Alaknanda im nordindischen Bundesstaat Uttarakhand bildet den linken Quellfluss des Ganges.
Die Bhagirathi ist der rechte Quellfluss des Ganges in Indien und durchfließt die Distrikte Tehri Garhwal und Uttarkashi im indischen Bundesstaat Uttarakhand.
Die Ghaghara ist ein linker Nebenfluss des Ganges in den indischen Bundesstaaten Uttar Pradesh und Bihar. Die Ghaghara ist mit 1080 km Gesamtlänge, davon 507 km als Karnali in Nepal, der längste Fluss Nepals und knapp vor der Yamuna, der wasserreichste Nebenfluss des Ganges.
Der Kosi ist der östlichste größere Nebenfluss des Ganges. Er entspringt im Himalaya Nepals und mündet im indischen Bundesstaat Bihar in den Ganges.
Die Mahakali, im Oberlauf Kali, im Unterlauf Sharda bezeichnet, ist ein ca. 350 km langer westlicher Nebenfluss der Ghaghara in Nepal und in Indien.
Der Gori, auch Gori Ganga oder Gori Gad genannt, ist ein rechter Nebenfluss des Mahakali im Uttarakhand.

## Fossilien
In mehreren sedimentären Formationen bzw. Schichten kommen Fossilien unterschiedlicher Arten, Größen und Alter vor, insbesondere in der Tal-Gruppe, Krol-Gruppe und der Tertiary-Einheit. Sie sind als Körperfossilien, einschließlich der Mikrofossilien oder als Spurenfossilien erhalten. Die Habitate der ursprünglichen Lebewesen waren meist litorale Meereszonen. Zeitlich datieren sie vom Proterozoikum, Ediacarium bis zum Kambrium. Das Ediacarium ist charakterisiert durch die Ediacara-Fauna, die bis zum Beginn des Kambriums reicht. Die Small-Shelly-Fauna lebte vom Ende des Ediacariums bis zum mittleren Kambrium.
- In den Dolomitgesteinen der Nawakot-Gruppe sind Stromatolithen enthalten, die zu Collenia und Conophyton[32] gehören. Conophyton ist eine zylindrische Stromatolithen-Gattung, die durch verschachtelte konische Lamellen gekennzeichnet ist. Es wird vermutet, dass Conophyten aus dem Proterozoikum in einer ruhigen Umgebung durch die Ansammlung von mikrobiellen Matten[33] entstanden sind.

- Die Tal-Gruppe enthält eine Vielzahl von Fossilien, die vom Ende des Ediacariums bis zum Anfang des Kambriums datieren. Sie umfassen Trilobiten (Trilobita)[34], Armfüßer (Brachiopoda), Small-Shelly-Faunen, Weichtiere (Mollusca), Schnecken (Gastropoda) sowie Schwämme (Porifera), Stromatoliteansammlungen und Spurenfossilien, jeweils in einer großen Artenvielfalt.[12]

- In der Krol-Gruppe ist charakterisiert durch Fossilien aus dem Ediacarium. Sie umfassen Mikrofossilien, wie kleine Acritarcha, cyanobakterielle Fäden, Kokkoide sowie filiamente Algen. Zu den fossilierten vielzelligen Tieren (Metazoa) zählen u. a. Kimberella, Dickinsonia, Charniodiscus und Pteridinium, Quallen (Medusoide), Aspidella (Cyclomedusa) sowie verschiedene einfache Spurenfossilien. Diese Biota werden der Ediacara-Fauna zugeordnet.[35]

- Die Tertiär-Einheit enthält in der Bhainskati-Formation reichlich Molluskentrümmer und Foraminiferen, einschließlich Nummuliten,  Sie datieren vom mittleren bis zum späten Eozän.